# Therobia punctigera
Therobia punctigera là một loài ruồi trong họ Tachinidae.